# Rameau péricardique de la partie thoracique de l'aorte
Les rameaux péricardiques de la partie thoracique de l'aorte sont de petites artères qui vascularisent le péricarde.

## Structure
Les rameaux péricardiques de la partie thoracique de l'aorte naissent de la face antérieure de la partie thoracique de l'aorte descendante entre les cinquième et huitième vertèbres thoraciques.

### Variations
Ils peuvent naitre des rameaux bronchiques ou de l'aorte ascendante.

## Trajet
Les rameaux péricardiques de la partie thoracique de l'aorte se dirigent vers la partie postérieure du péricarde.

## Zone de vascularisation
Les rameaux péricardiques de l'aorte thoracique alimentent le péricarde séreux et les nœuds lymphatiques adjacents.